# Пятое колесо (журнал)
«5 колесо» — автомобильный журнал России. Ежемесячно издается с 1993 года тиражом 152 000 экземпляров в глянцевом формате. Распространяется в розничных сетях и по подписке по всей России.
Особенностями журнала являются участие читателей в автомобильных тестах.

## История
10 сентября 1993 г. в Санкт-Петербурге вышел первый номер газеты для автомобилистов «5 колесо» (тираж 50 000 экз.).
Через год, в сентябре 1994 г., параллельно с газетой стал выходить журнал «5 колесо». Оба издания выпускались одной редакцией в составе издательского дома «Шанс» тиражом 36 000 экз. и объёмом в 48 стр. (вместе с обложкой).
Объём журнала постепенно увеличивался, и августовский номер 1997 г. вышел на склейке — 96 полос + обложка. В связи с существенным увеличением объёма журнала был пополнен штат редакции, появилась электронная версия журнала.
В марте 2003 г. редакция перешла в издательский дом СПН Паблишинг, который входил в топ-15 крупнейших журнальных издательских домов России и успешно реализовывал издательские проекты более 25 лет (11 журналов общим тиражом более 12 миллионов экземпляров в год), вёл совместные проекты с американскими издательскими домами. В 2004/2005 гг. была создана и открыта московская редакция.
Существовавшая в журнале рубрика коммерческого транспорта в 2004 г. была переведена в ежегодное приложение «Грузовики». Выпуск приложения приурочивали к выставке «КомТранс», издавая тиражом 150–170 тыс. экз. В 2006-м приложение стало журналом «Автопарк» — отраслевое полноцветное В2В издание для участников рынка коммерческого автотранспорта, тираж 27 200 экз.

## Тематика журнала
Новинки мирового и российского автопрома, автосалоны, автоспорт, история, автосервис.